# Estação Parada de Lucas
Parada de Lucas é uma estação de trem da Zona Norte do Rio de Janeiro. É uma das estações do ramal de Saracuruna da SuperVia.

## História
A estação Parada de Lucas foi aberta pela Estrada de Ferro Leopoldina como simples apeadeiro em meados de 1915. Apesar de sua abertura, moradores e passageiros reclamavam à época que a Parada ficava em um lugar ermo e que a Leopoldina deveria implantar uma parada na Circular, ao lado de Penha, cujo movimento era ligeiramente superior. Apesar dos apelos da população, a Estação Penha Circular foi construída 51 anos depois.
A abertura do apeadeiro impulsionou o povoamento local, de forma que em 1923 as autoridades discutiam a ampliação das suas edificações e a elevação de parada de trens para estação com agência, bilheteria e salas de controle. No entanto, as obras só foram autorizadas apenas em 1941, pelo valor de 165:771$560 réis.
Em 1993, a CBTU (administradora da estação entre 1984 e 1994) assina um acordo de remodelação dos subúrbios ferroviários do Rio de Janeiro com o Banco Internacional para Reconstrução e Desenvolvimento (BIRD), que concedeu um financiamento de US$ 272 milhões para obras de reforma de estações, trens, vias férreas, etc. No ano seguinte, a CBTU transferiu as linhas de trens suburbanos e o financiamento para o estado do Rio de Janeiro dar prosseguimento ao plano. No âmbito desse projeto a estação de Parada de Lucas teve suas obras contratadas em 1996, sendo interrompidas e retomadas em 1997. A nova estação Parada de Lucas foi entregue, já sob a gestão da concessionária Supervia, em janeiro de 1999.

## Plataformas
- Plataforma 1A: Sentidos Gramacho e Saracuruna
- Plataforma 1B: Sentido Central